# Hemicordylus nebulosus
Hemicordylus nebulosus là một loài thằn lằn trong họ Cordylidae. Loài này được Mouton & Van Wyk miêu tả khoa học đầu tiên năm 1995.